# Hi-Point Carbine
Der Hi-Point-Karabiner Modell 995 ist ein in den USA hergestellter Pistolenkarabiner, der der Ausbildung und persönlichen Selbstverteidigung dient. Die Waffe verfügt über einen schwarzen, skelettierten Polymerschaft.
Mit optischem Visier oder Rotpunktvisier lässt sich die Waffe mit hinreichender Genauigkeit gegen Ziele in 100 bis 150 Metern einsetzen.
Es handelt sich um einen aufschießenden Rückstoßlader. Der Verschluss besteht aus einer Metalllegierung, der Pistolengriff und weitere Baugruppen aus Polymerkunststoff. Der Spanngriff ist an der linken Seite der Waffe angebracht, die Hülsen werden nach rechts ausgeworfen.
Auf der linken Seite der Waffe, über dem Griff, befindet sich die manuelle Sicherung. Magazine werden in den Pistolengriff eingeführt, der Auswurfhebel befindet sich an der Basis des Abzugsbügels.
Das Visier ist grundsätzlich offen, jedoch können optionale Picatinny-Schienen anstelle der Kimme installiert werden.
Optional kann die Waffe außerdem mit einem vorne zu montierenden Klappgriff, taktischer Lampe und einem Laser versehen werden.